# Jakob Wegelius
Jakob Björn Wegelius, född 27 mars 1966 i Göteborg, är en svensk författare och illustratör.

## Biografi
Jakob Wegelius utbildade sig på Konstfack i Stockholm. Han debuterade 1994.
Hans detaljrikt illustrerade böcker anses ligga nära serieromanen. Han belönades 2008 med Augustpriset i kategorin Årets svenska barn- och ungdomsbok för Legenden om Sally Jones (2008). Mördarens apa (2014) är en fristående fortsättning på den boken, och för den tilldelades han Augustpriset 2014. År 2015 fick han Nordiska rådets pris för barn- och ungdomslitteratur för Mördarens apa. 2020 kom ytterligare en fristående fortsättning, "Den falska rosen". År 2020 tilldelades han Astrid Lindgrenpriset för sina böcker om den modiga apan Sally Jones.
Jakob Wegelius böcker har översatts till över tjugo språk.
Han är gift med Lena Sjöberg och har två barn. Annie Wegelius var hans halvsyster.

## Priser och utmärkelser
- 1999 – Expressens Heffaklump[2]
- 2008 – Maria Gripe-priset[2]
- 2008 – Augustpriset för Legenden om Sally Jones
- 2009 - Västerviks-tidningens kulturpris
- 2014 – Augustpriset för Mördarens apa[7]
- 2015 – Nordiska rådets pris för barn- och ungdomslitteratur för Mördarens apa
- 2020 – Kulla-Gulla-priset[8][9]
- 2020 – Astrid Lindgrenpriset för "pånyttfödelse och förnyelse av den klassiska äventyrsromanen"[3]
- 2021 – Nils Holgersson-plaketten för trilogin om Sally Jones.)[10]